# Velká cena Valencie silničních motocyklů
Velká cena Valencie silničních motocyklů je motocyklový závod, který je součástí mistrovství světa silničních motocyklů jako součást Prix silničních motocyklů závodní sezóny.

## Vítězové Grand Prix silničních motocyklů - Valencie
| Rok  | Trať     | Moto3                        | Moto2                     | MotoGP                   | Report |
| ---- | -------- | ---------------------------- | ------------------------- | ------------------------ | ------ |
| 2023 | Valencia | Ayumu Sasaki                 | Fermín Aldeguer           | Francesco Bagnaia        | Report |
| Rok  | Trať     | 125 cc                       | Moto2                     | MotoGP                   | Report |
| 2010 | Valencia | Bradley Smith (Aprilia)      | Karel Abraham (FTR)       | Jorge Lorenzo (Yamaha)   | Report |
| Rok  | Trať     | 125 cc                       | 250 cc                    | MotoGP                   | Report |
| 2009 | Valencia | Julián Simón (Aprilia)       | Héctor Barberá (Aprilia)  | Daniel Pedrosa (Honda)   | Report |
| 2008 | Valencia | Simone Corsi (Aprilia)       | Marco Simoncelli (Gilera) | Casey Stoner (Ducati)    | Report |
| 2007 | Valencia | Héctor Faubel (Aprilia)      | Mika Kallio (KTM)         | Daniel Pedrosa (Honda)   | Report |
| 2006 | Valencia | Héctor Faubel (Aprilia)      | Alex de Angelis (Aprilia) | Troy Bayliss (Ducati)    | Report |
| 2005 | Valencia | Mika Kallio (KTM)            | Daniel Pedrosa (Honda)    | Marco Melandri (Honda)   | Report |
| 2004 | Valencia | Héctor Barberá (Aprilia)     | Daniel Pedrosa (Honda)    | Valentino Rossi (Yamaha) | Report |
| 2003 | Valencia | Casey Stoner (Aprilia)       | Randy de Puniet (Aprilia) | Valentino Rossi (Honda)  | Report |
| 2002 | Valencia | Daniel Pedrosa (Honda)       | Marco Melandri (Aprilia)  | Alex Barros (Honda)      | Report |
| 2001 | Valencia | Manuel Poggiali (Gilera)     | Daijiro Kato (Honda)      | Sete Gibernau (Suzuki)   | Report |
| 2000 | Valencia | Roberto Locatelli (Aprilia)  | Shinya Nakano (Yamaha)    | Garry McCoy (Yamaha)     | Report |
| 1999 | Valencia | Gianluigi Scalvini (Aprilia) | Tohru Ukawa (Honda)       | Régis Laconi (Yamaha)    | Report |